# Scatophila tescola
Scatophila tescola är en tvåvingeart som beskrevs av Cresson 1931. Scatophila tescola ingår i släktet Scatophila och familjen vattenflugor. Inga underarter finns listade i Catalogue of Life.